# Lisimaco Casarosa
Lisimaco Casarosa (San Giuliano Terme, 22 marzo 1920 – Pisa, 27 agosto 2006) è stato un veterinario italiano a lungo direttore dell'istituto di parassitologia dell'Università di Pisa.

## Biografia
Laureatosi a Pisa nel 1943 ricoprì l'incarico di Assistente presso la Cattedra di Patologia Generale e Anatomia Patologica per alcuni anni sotto la guida del prof. L.Preziuso prima, e del professor I.Macchioni poi. Negli anni 1948-1953 fu incaricato dell'insegnamento di Parassitologia,e di Ispezione degli alimenti di origine animale presso la facoltà di Veterinaria della stessa Università. Passato poi nell'anno accademico 1952-53 all'Università di Messina come Direttore dell'Istituto di Patologia Generale e Anatomia Patologica dove rimase fino al 1954 collaborò con insigni studiosi come i professori Bruno Romboli di cui fu allievo e amico e Felice Panebianco.
Conseguita la Libera docenza nel 1955 rientrò come professore ordinario ala facoltà di Parassitologia Veterinaria dell'Università di Pisa dove è rimasto fino al 1996 anno del suo pensionamento. Fu chiamato a ricoprire incarichi di prestigio sia presso il Ministero della Sanità come membro del Consiglio Superiore che per organismi Internazionali a cui venne chiamato dal collega e amico Prof. Elvio H.Sadun, Head Department of Medical Zoology, Walter Reed Army Institute of Research,Washington D.C, scomparso prematuramente nel 1974.
All'interno dell'Università di Pisa ricoprì incarichi importanti come membro del Consiglio di Amministrazione e Decano Generale dell'Università.
Gli studi di Parassitologia assunsero con lui importanza di grande rilievo, soprattutto per le sue ricerche inerenti molte malattie parassitarie veicolate dagli animali domestici all'uomo.
In particolare sono da ricordare le sue ricerche sulle reazioni immunitarie indotte, a scopo diagnostico e terapeutico, in microascaridiosi trasmesse all'uomo da agenti infestivi (toxocara canis, toxascaris leonina) del cane e dei felini domestici ed altri studi sperimentali concernenti risposte cellulomediate a stimoli antigenici.
Autore del primo manuale ad uso universitario sulla parassitologia animale("Parassitologia degli animali domestici") comparso in tre riedizioni successive 1977, 1980 e 1985 a cura della Casa Editrice C.G.Edizioni Medico Scientifiche di Torino, curò originali ricerche su leishmaniosi e trichinosi oggetto di pubblicazione sulle principali riviste internazionali di settore ed autore di testi universitari fondamentali per la parassitologia veterinaria.
Per la sua intensa attività di ricercatore e per i risultati conseguiti fu insignito dell'Ordine del Cherubino dall'Università di Pisa e della speciale Benemerenza per la Scuola, Cultura ed Arte. Ritiratosi dall'insegnamento e dalla ricerca nel 1996 ha trascorso gli ultimi anni interessandosi alla storia della veterianria sentendosi erede diretto di quella disciplina rigorosa di sperimentazione e ricerca intrapresa da illustri maestri del passato a cui si sentiva fortemente e intimamente legato come il quasi dimenticato Diacinto Cestoni su cui auspicava nuovi studi e ricerche, ricordato soprattutto per essere stato amico e maestro del più famoso Francesco Redi. Come egli indicava nella prefazione alla sua prima edizione, il volume era stato concepito proprio come un omaggio a "coloro cui spetta il merito di aver dato inizio alla moderna Parassitologia, Diacinto Cestoni, Cosimo Bonomo e Francesco Redi; così come a quanti ne hanno degnamente continuato l'opera, primo tra tutti, Alessandrini, Ercolani, Rivolta, insigne e acuto ricercatore, per molti anni docente nella Facoltà di Medicina Veterinaria di Pisa".
| Controllo di autorità | VIAF (EN) 90147410 · ISNI (EN) 0000 0004 1961 6032 · SBN CFIV058290 |